# Provinz Germán Jordán
Germán Jordán ist eine von sechzehn Provinzen im zentralen Teil des Departamento Cochabamba im südamerikanischen Anden-Staat Bolivien. Der Name der Provinz ehrt die Verdienste von Oberstleutnant Germán Jordán, der im Jahr 1932 im Chacokrieg gegen Paraguay ums Leben kam.

## Lage
Die Provinz liegt am Nordwestrand der bolivianischen Cordillera Oriental in unmittelbarer Nähe zur Großstadt Cochabamba. Sie grenzt im Südwesten an die Provinz Esteban Arce, im Osten an die Provinz Punata, und im Norden an die Provinz Chapare.
Die Provinz erstreckt sich zwischen etwa 17° 29' und 17° 43' südlicher Breite und 66° 18' und 66° 32' westlicher Länge, ihre Ausdehnung von Westen nach Osten und von Norden nach Süden beträgt etwa 20 Kilometer.

## Bevölkerung
Die Einwohnerzahl der Provinz Germán Jordán ist in den vergangenen drei Jahrzehnten um knapp ein Drittel angestiegen:
| Jahr | Einwohner | Quelle       |
| ---- | --------- | ------------ |
| 1992 | 27 505    | Volkszählung |
| 2001 | 31 768    | Volkszählung |
| 2012 | 34 342    | Volkszählung |
| 2024 | 35 457    | Volkszählung |

40,3 Prozent der Bevölkerung sind jünger als 15 Jahre, der Alphabetisierungsgrad in der Provinz beträgt 80,9 Prozent. (1992)
81,1 Prozent der Bevölkerung sprechen Spanisch, 94,6 Prozent sprechen Quechua, und 1,1 Prozent Aymara. (1992)
28,7 Prozent der Bevölkerung haben keinen Zugang zu Elektrizität, 69,8 Prozent leben ohne sanitäre Einrichtung (1992).
94,0 Prozent der Einwohner sind katholisch, 4,5 Prozent sind evangelisch (1992).

## Gliederung
Die Provinz Germán Jordán untergliederte sich bei der letzten Volkszählung von 2024 in die folgenden drei Verwaltungsbezirke (bolivianisch: Municipios):
- 03-0801 Municipio Cliza – 20.877 Einwohner
- 03-0802 Municipio Toko – 7.208 Einwohner
- 03-0803 Municipio Tolata – 7.372 Einwohner

## Ortschaften in der Provinz Germán Jordán
- Municipio Cliza
  - Cliza 8362 Einw. – Ucureña 2746 Einw. – Villa Surumi 763 Einw. – Villa El Carmen 705 Einw. – Villa Florida 600 Einw. – Huasa Calle Alto 594 Einw. – Ayoma 423 Einw. – Santa Lucía 299 Einw.

- Municipio Toko
  - Toko 1450 Einw. – Siches 214 Einw.

- Municipio Tolata
  - Tolata 3368 Einw. – Carcaje 676 Einw. – Carcaje Rosario 440 Einw.